# Kefalárion (ort i Grekland)
Kefalárion (Kefalari) är en ort i Grekland.   Den ligger i prefekturen Nomós Korinthías och regionen Peloponnesos, i den södra delen av landet, 110 km väster om huvudstaden Aten. Kefalárion ligger 764 meter över havet och antalet invånare är 251.
Terrängen runt Kefalárion är kuperad söderut, men norrut är den bergig. Runt Kefalárion är det glesbefolkat, med 20 invånare per kvadratkilometer. Närmaste större samhälle är Nemea, 17,2 km sydost om Kefalárion. 